# Sisyrinchium striatum
Sisyrinchium striatum blekgul gräslilja är en irisväxtart som beskrevs av James Edward Smith. Sisyrinchium striatum ingår i släktet gräsliljor, och familjen irisväxter. Inga underarter finns listade i Catalogue of Life.

## Bildgalleri

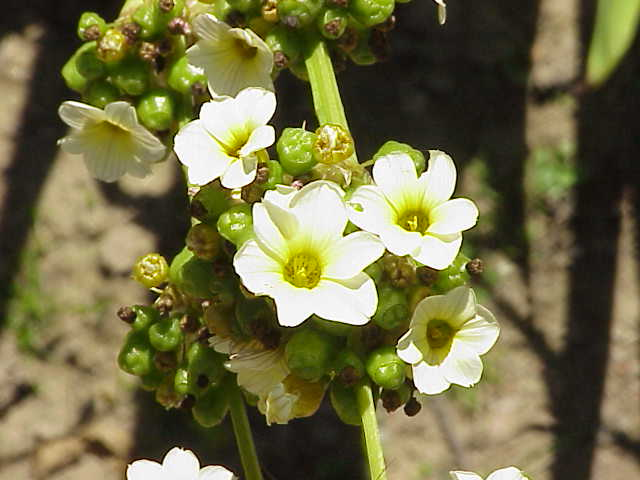
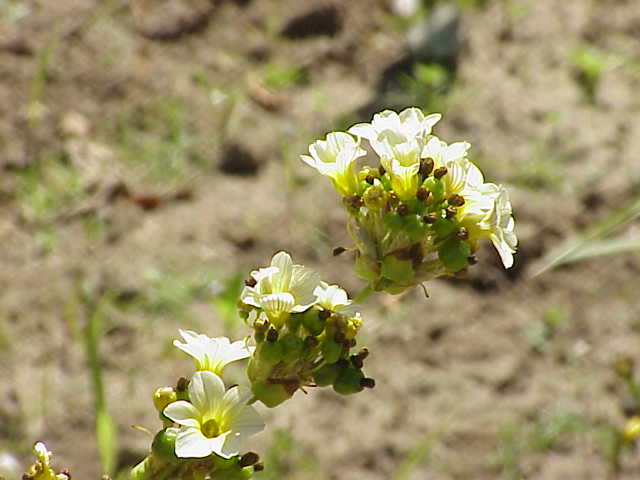
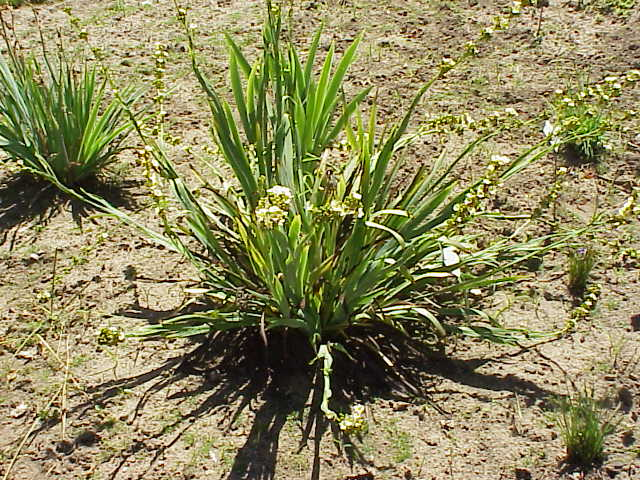
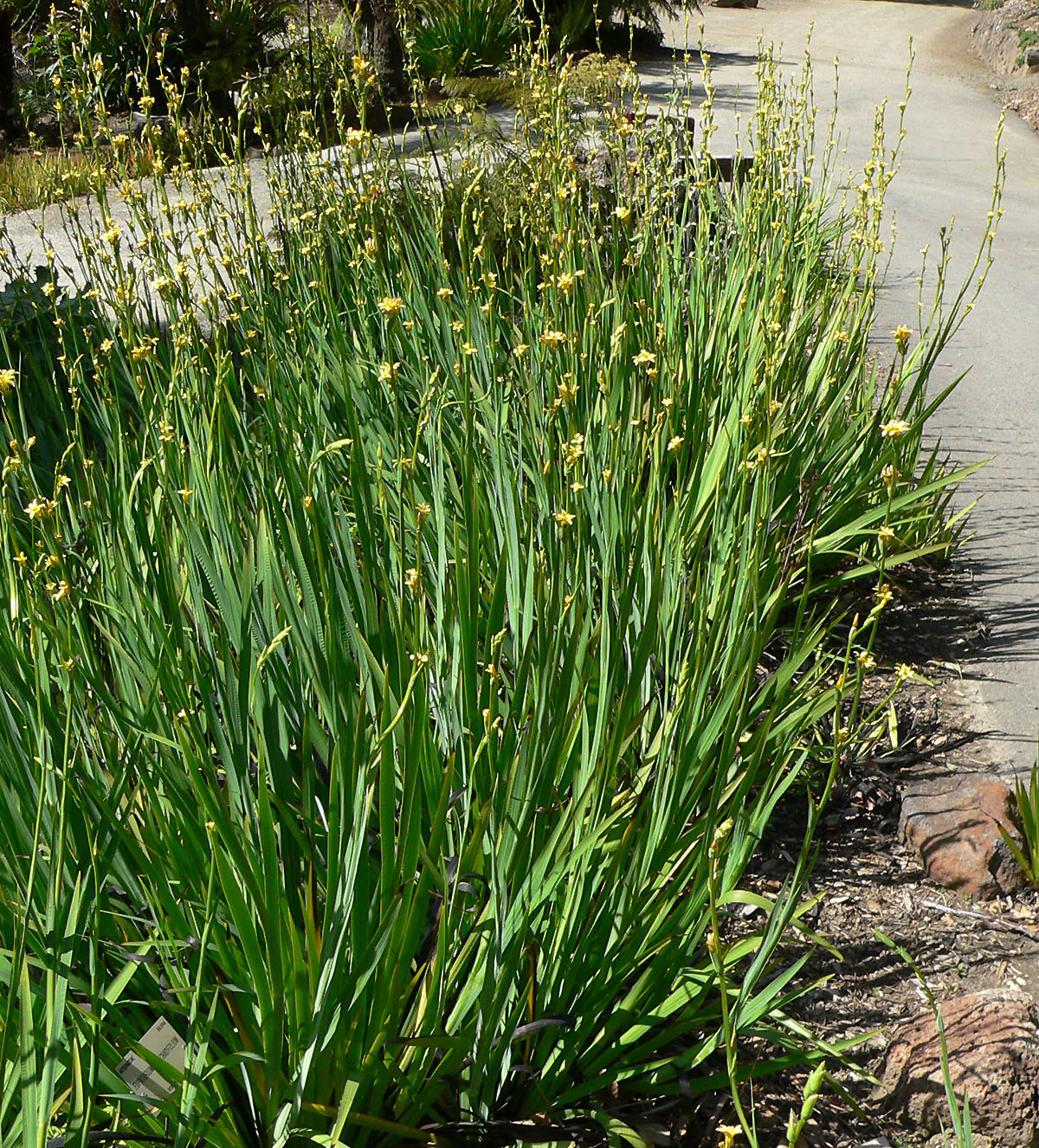
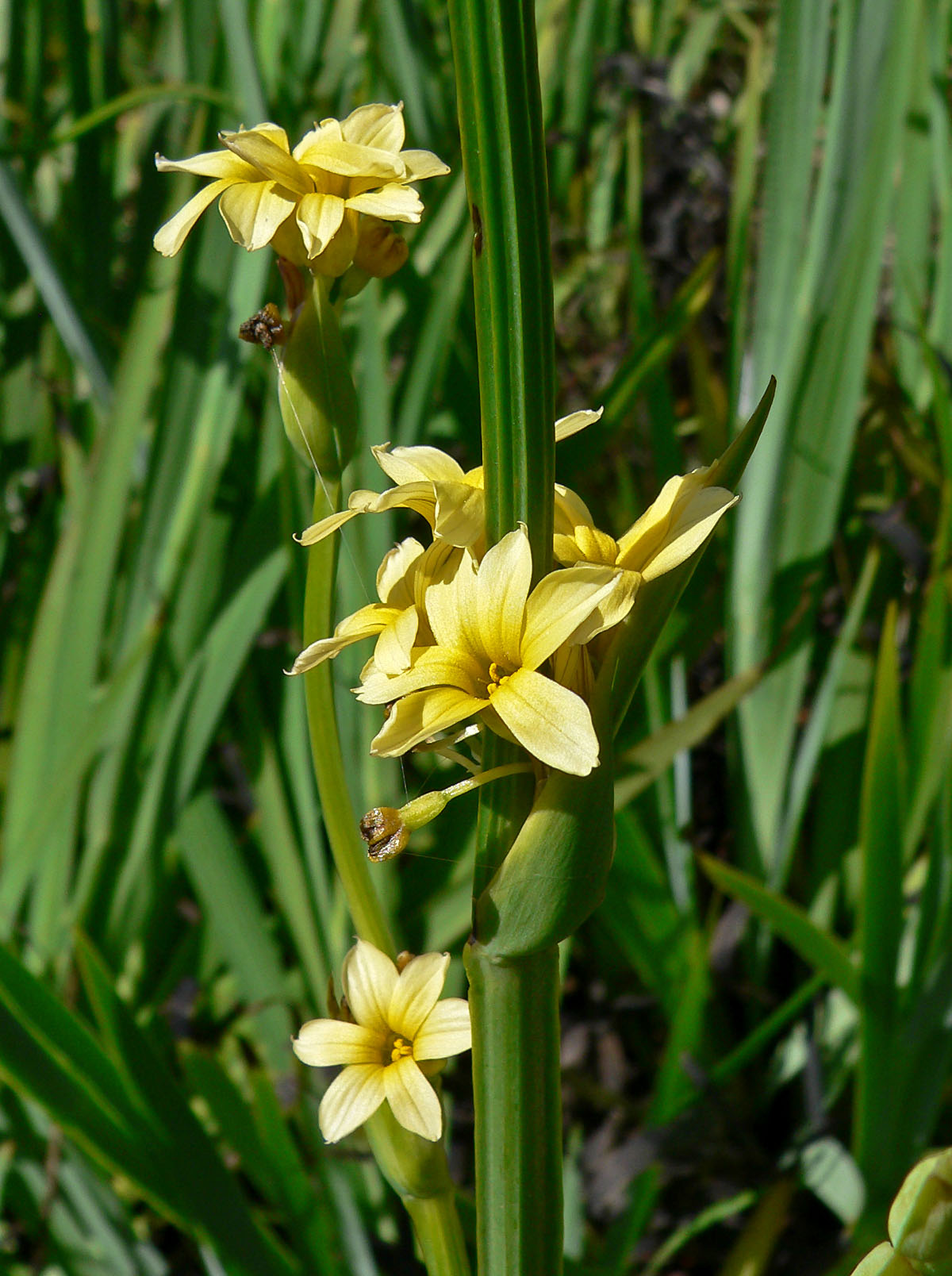
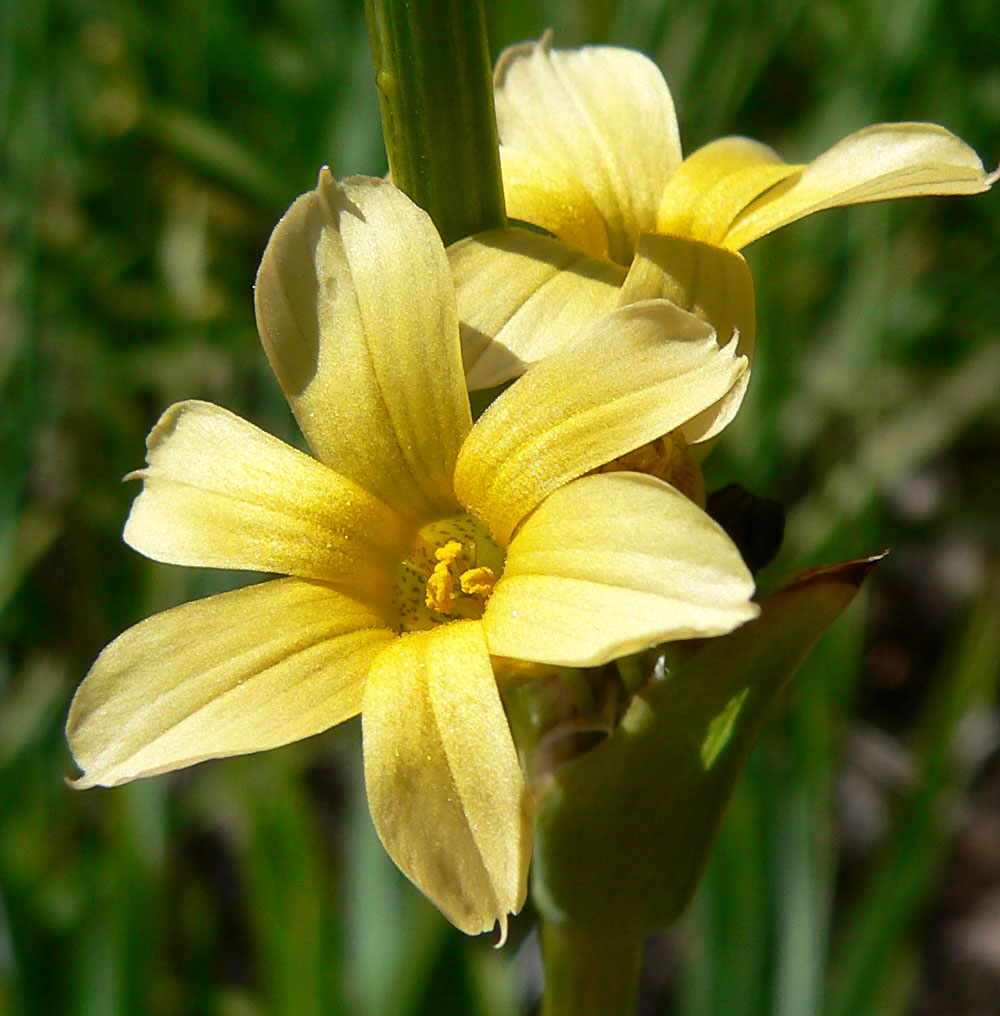